# قرار مجلس الأمن التابع للأمم المتحدة رقم 1492
قرار مجلس الأمن التابع للأمم المتحدة رقم 1492، المتخذ بالإجماع في 18 تموز / يوليو 2003، بعد أن أشار إلى جميع القرارات السابقة بشأن الحالة في سيراليون، وافق المجلس على خفض بعثة الأمم المتحدة في سيراليون على أربع مراحل، وبانسحاب كامل بحلول كانون الأول / ديسمبر 2004.
واعترف مجلس الأمن بالحالة الأمنية الهشة في منطقة نهر مانو، ولا سيما الحرب الأهلية في ليبريا المجاورة والحاجة إلى تعزيز قدرة الشرطة والقوات المسلحة في سيراليون. ووافق على قرار الأمين العام كوفي عنان بشأن تقليص بعثة الأمم المتحدة في سيراليون بنهاية عام 2004. قدم الأمين العام توصيات إضافية في أوائل عام 2004 بشأن الوجود المتبقي للأمم المتحدة في سيراليون.
وقام المجلس برصد المعايير الرئيسية للتخفيض، بينما صدرت تعليمات إلى الأمين العام بتقديم تقرير في نهاية كل مرحلة من المراحل الأربع عن التقدم المحرز.

## روابط خارجية
- نص القرار في undocs.org